# St. Martin (Nendorf)

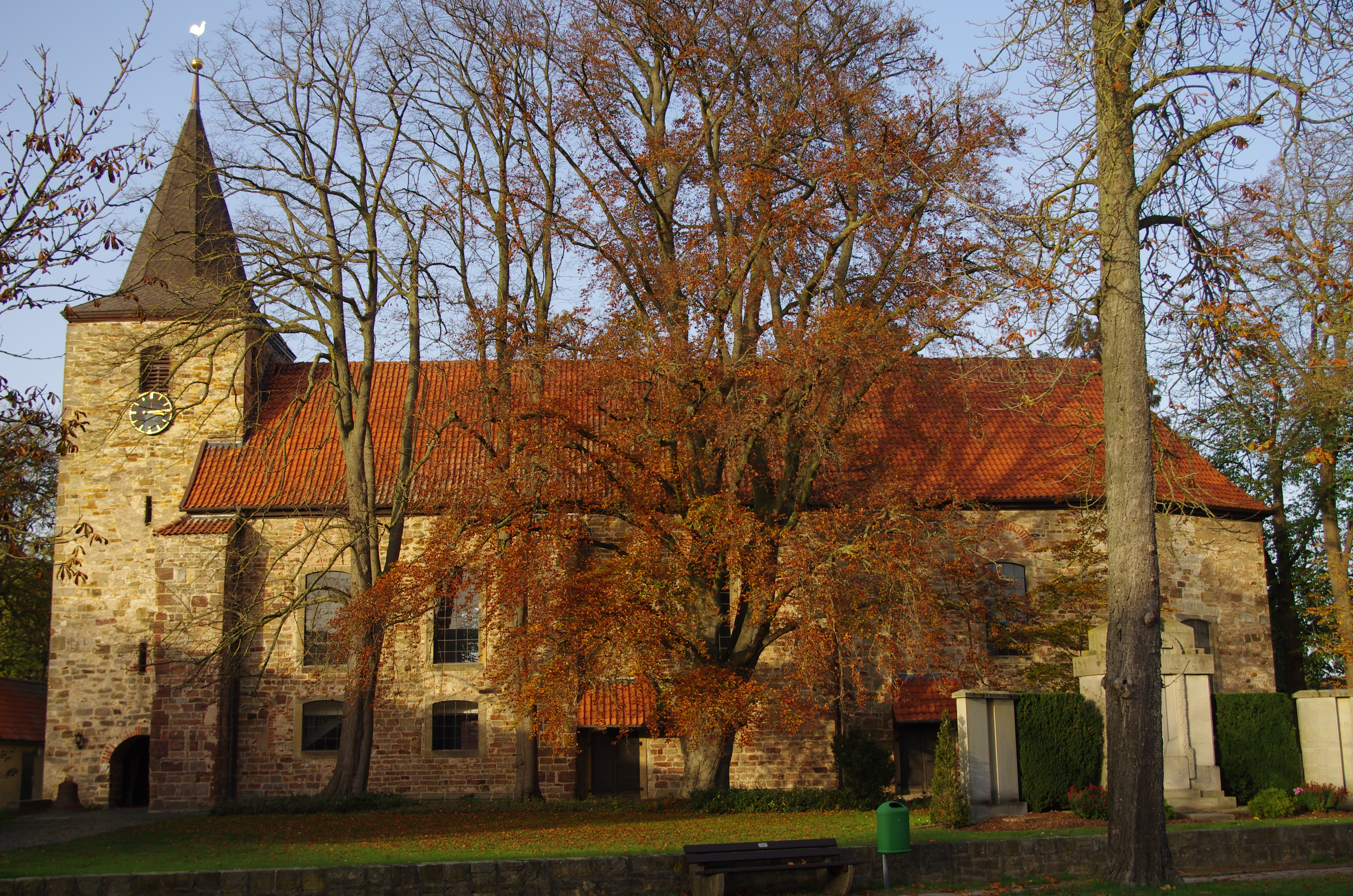
St. Martin

Die evangelisch-lutherische, denkmalgeschützte ehemalige Klosterkirche St.-Martin steht in Nendorf, einem Ortsteil der Einheitsgemeinde Stolzenau im Landkreis Nienburg/Weser von Niedersachsen. Die Kirchengemeinde gehört zum Kirchenkreis Stolzenau-Loccum im Sprengel Hannover der Evangelisch-lutherischen Landeskirche Hannovers.

## Beschreibung
Der Kirchturm der großen Saalkirche wurde im 15. Jahrhundert aus Bruchsteinen, das Langhaus, das von Strebepfeilern gestützt wird, dagegen aus Backsteinen erbaut. In der West- und Südmauer sind im Kern jedoch romanische Teile erhalten. Die Bogenfenster wurden jedoch vermauert. Das Erdgeschoss des im Westen vorgelagerten Turms ist zum Langhaus torartig geöffnet. Der barocke Chor ist dreiseitig abgeschlossen. Die großen zweizeiligen Fenster sind von 1787. 
Der Innenraum hat hölzerne Emporen und ist mit einem Spiegelgewölbe überspannt. Der Kanzelaltar wird von kolossalen Säulen flankiert.
Im Kirchturm hängen drei Kirchenglocken.
| Glocke | Schlagton | 0Gewicht0 | Durchmesser | Material  | Gießer            | Gießjahr |
| ------ | --------- | --------- | ----------- | --------- | ----------------- | -------- |
| 1      | dis′+2    | 1250 kg   | 143 cm      | Gussstahl | Bochumer Verein   | 1922     |
| 2      | fis′-3    | 780 kg    | 109 cm      | Bronze    | Ludolf Siegfriedt | 1667     |
| 3      | gis′-2    | 523 kg    | 96 cm       | Bronze    | Ricker            | 1975     |